# Giovanni Balbi
Giovanni Balbi oder Joannes Januensis, modern Johannes Ianuensis, auch Balbus oder Johannes von Genua (* in Genua; † um 1298 ebenda) war ein Dominikaner und Lexikograf.

## Leben und Werk
Neben seinem heilsgemäßen Leben war er bekannt für seine großen Kenntnisse der Bibel und alten Kirchenväter. Sein bekanntestes Werk ist das Catholicon, ein lateinisches Wörterbuch zur Bibel, das bereits 1460 (wohl durch Johannes Gutenberg) gedruckt wurde. Es folgten allein im 15. Jahrhundert acht weitere Auflagen.

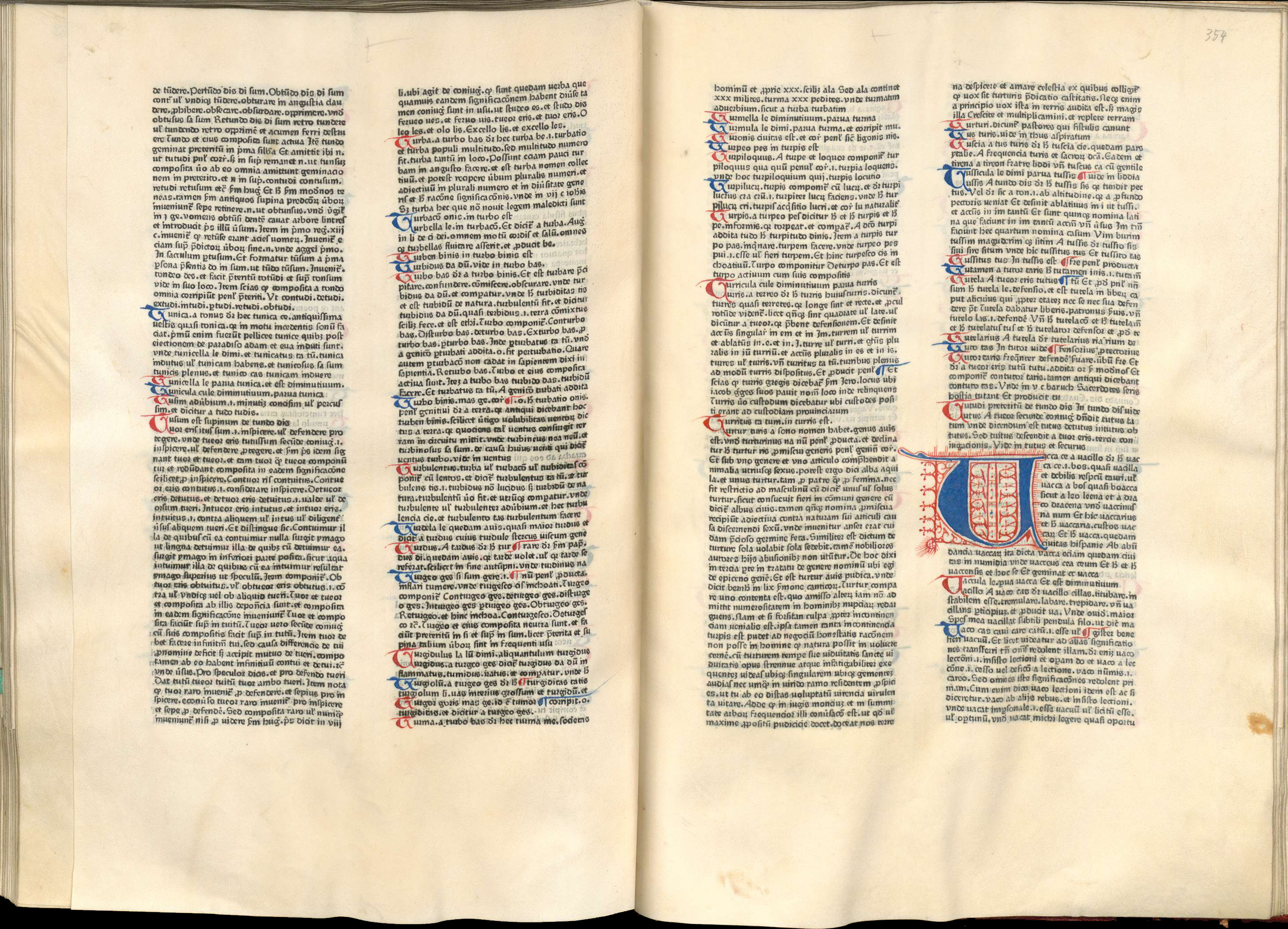
Inkunabel Catholicon 1460

Jehan Lagadeuc erweiterte das Werk mehrsprachlich.

## Schriften
- Postillae super Evangelia